# Kreuzfeuer
 (décembre 2024).
Si vous disposez d'ouvrages ou d'articles de référence ou si vous connaissez des sites web de qualité traitant du thème abordé ici, merci de compléter l'article en donnant les références utiles à sa vérifiabilité et en les liant à la section « Notes et références ».
Kreuzfeuer est le dixième album studio du groupe de folk metal allemand Subway to Sally, sorti en 2009.

## Liste des chansons
1. Aufstieg - 3:47
2. Judaskuss - 4:10
3. Besser Du Rennst - 4:06
4. So Fern, So Nah - 4:50
5. Die Jagd - 3:03
6. Einsam - 4:15
7. Komm In Meinen Schlaf - 4:42
8. Angelus - 5:12
9. Krähenkönig - 4:23
10. Niemals - 4:19
11. Versteckt - 4:22
12. Vater - 5:42

- Durée = 52:51